# RESET-тест Рамсея
RESET-тест Рэмзи (сокр. от англ. Regression Equation Specification Error Test) — применяемая в эконометрике процедура тестирования функциональной формы (спецификации) модели. Тест предложен Рэмзи в 1969 году.

## Описание теста
Тест основан на вспомогательной регрессии зависимой переменной на факторы исходной модели плюс различные степени оцененных по исходной модели значений зависимой переменной:
{\textstyle y_{t}=x_{t}^{T}b+a_{2}{\hat {y}}_{t}^{2}+a_{3}{\hat {y}}_{t}^{3}+...+a_{m}{\hat {y}}_{t}^{m}+u_{t}}
Далее необходимо проверить гипотезу: {\displaystyle H_{0}:~a_{2}=a_{3}=...=a_{m}=0}. Данную гипотезу проверяют с помощью F-теста, LR-теста или теста Вальда.
Если значение статистики больше критического, то нулевая гипотеза отвергается и спецификация модели признается неверной. В противном случае функциональная форма модели является приемлемой.